# Crotaphytus
Crotaphytus es un género de lagartos de la familia Crotaphytidae. Se distribuyen por el oeste de Estados Unidos y el norte de México.

## Especies
Listadas alfabéticamente:
- Crotaphytus antiquus Axtell & Webb, 1995
- Crotaphytus bicinctores Smith & Tanner, 1972
- Crotaphytus collaris (Say, 1823)
- Crotaphytus dickersonae Schmidt, 1922
- Crotaphytus grismeri Mcguire, 1994
- Crotaphytus insularis Van Denburgh & Slevin, 1921
- Crotaphytus nebrius Axtell & Montanucci, 1977
- Crotaphytus reticulatus Baird, 1858
- Crotaphytus vestigium Smith & Tanner, 1972